# Julien Vervaecke
Julien Vervaecke (Dadizele, 3 november 1899 - Ronk (Frankrijk), mei 1940) was een Belgische wielrenner. Hij was profrenner van 1924 tot 1936. Hij was de oudere broer van Félicien Vervaecke, eveneens een profwielrenner.
In mei 1940, bij het uitbreken van de Tweede Wereldoorlog, werd hij door een detachement van het Britse leger met vijf kogels doodgeschoten. Hij had zich verzet tegen de confiscatie van zijn huisraad. Pas weken later is zijn stoffelijk overschot ontdekt aan de Frans-Belgische grens. De exacte datum van zijn overlijden is nooit achterhaald.

## Belangrijkste uitslagen
1925
- 1e in het Circuit Franco-Belge

1926
- 1e in het Circuit Franco-Belge

1927
- 1e in de zestiende etappe
- 3e in het eindklassement van de Ronde van Frankrijk

1928
- 1e in de Omloop van België
- 5e in het eindklassement van de Ronde van Frankrijk

1929
- 1e in de vijftiende etappe
- 8e in het eindklassement van de Ronde van Frankrijk

1930
- 1e in Parijs-Roubaix

1931
- 6e in het eindklassement van de Ronde van Frankrijk

1932
- 1e in Parijs-Brussel

## Resultaten in voornaamste wedstrijden
| Jaar | Ronde van Italië | Ronde van Frankrijk | Ronde van Spanje |
| ---- | ---------------- | ------------------- | ---------------- |
| 1925 |                  |                     |                  |
| 1927 |                  | ↑ (1)               |                  |
| 1928 |                  | 5e                  |                  |
| 1929 |                  | 8e (1)              |                  |
| 1930 |                  |                     |                  |
| 1931 |                  | 6e                  |                  |
| 1932 | 11e              |                     |                  |
| 1933 |                  | opgave              |                  |
| 1934 |                  |                     |                  |

| Jaar | Ronde van Vlaanderen | Parijs-Roubaix | Luik-Bast.‑Luik | Parijs-Brussel |
| ---- | -------------------- | -------------- | --------------- | -------------- |
| 1925 |                      |                | 13e             |                |
| 1927 | 5e                   | 15e            |                 | 11e            |
| 1928 | 7e                   | 15e            |                 |                |
| 1929 | 8e                   | 20e            |                 |                |
| 1930 | 8e                   | ↑              | 4e              |                |
| 1931 | 6e                   |                | 8e              | 6e             |
| 1932 | 35e                  | 9e             |                 | Goud           |
| 1933 | 30e                  | ↑              |                 |                |
| 1934 |                      |                |                 | 5e             |

- Bibliothèque nationale de France: cb177173184 (data)
- International Standard Name Identifier: 0000 0004 6461 1388
- Virtual International Authority File: 1209152080583107230004